# Chapare (provincie)
Chapare (ook: de Chapare) is een landelijke provincie in de noordelijke regio van het departement Cochabamba in centraal Bolivia. De provincie heeft een oppervlakte van 12.445 km² en heeft 262.845 inwoners (2012). De hoofdstad is Sacaba. Het grootste deel van het gebied bestaat uit valleien met regenwouden rond de belangrijkste waterloop, de rivier de Chapare, die ook de Amazone voedt. De belangrijkste stad is Villa Tunari, een populaire bestemming voor toeristen.
In de afgelopen decennia is illegale teelt van de cocaplant in het gebied opgekomen. Dit is het gevolg van de Boliviaanse wet op de verdovende middelen. Krachtens deze wet was de teelt van coca tot voor kort alleen in Yungas regio legaal, hoewel de Chapare wegens de vruchtbaarheid van de grond vanouds het belangrijkste gebied voor de cocateelt is. De Chapare werd hierdoor het belangrijkste doelwit van de acties tegen de cocateelt, waarbij herhaaldelijk hevige conflicten ontstonden tussen de DEA en Boliviaanse cocaboeren. Sindsdien is de wet gewijzigd. Krachtens deze overeenkomst mag in het gebied elk jaar een beperkte hoeveelheid coca worden geteeld. De Coca uit de Yungas is veel zachter en dus beter geschikt voor het coca kauwen, coca uit Chapare is veel harder en dus minder of niet geschikt voor het kauwen.

Chapare is verdeeld in drie gemeenten:

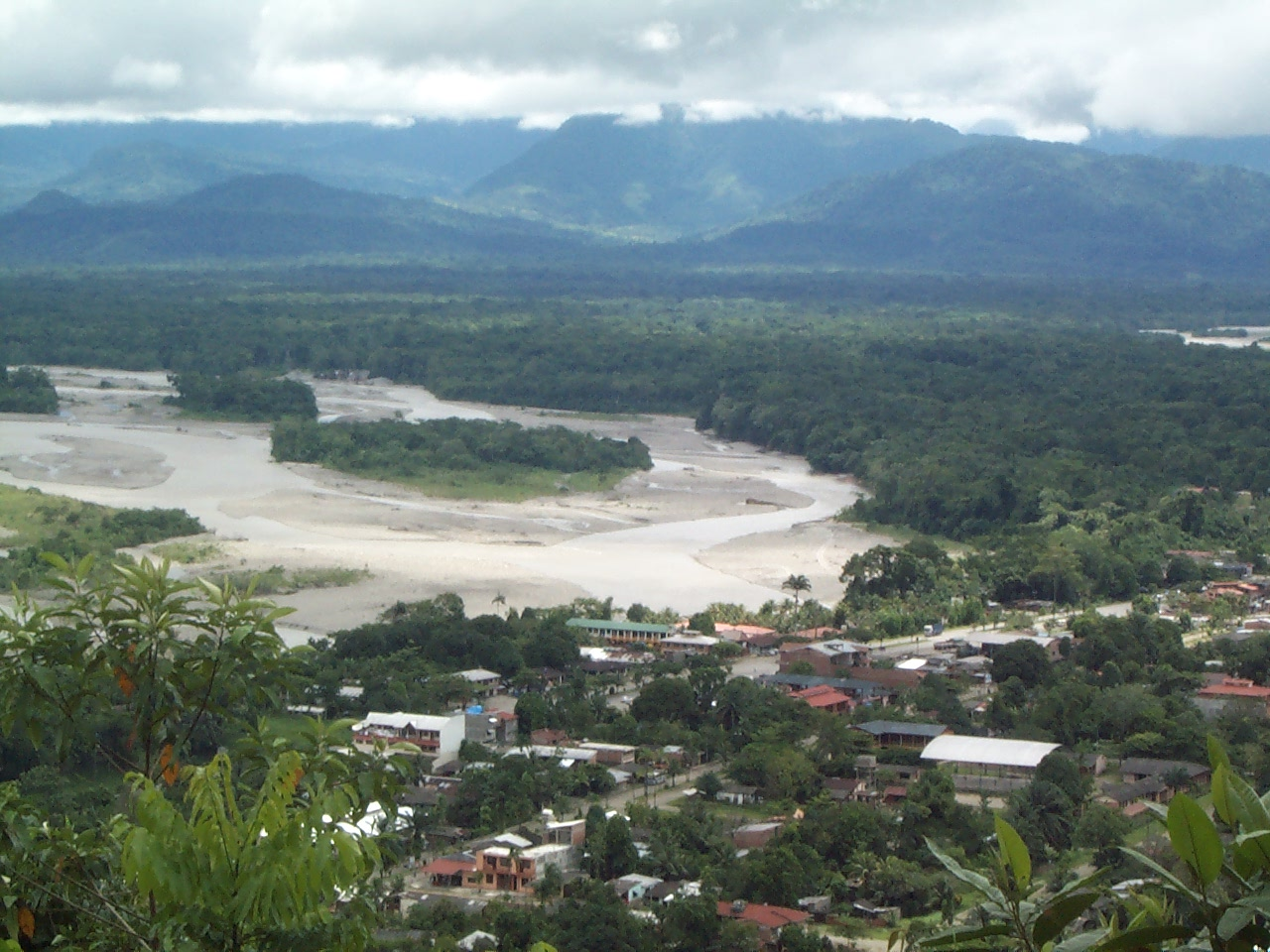
Villa Tunari aan de Rio Chapare

- Colomi
- Sacaba
- Villa Tunari

Arani · 
Arque · 
Ayopaya · 
Bolívar · 
Capinota · 
Carrasco · 
Cercado · 
Chapare · 
Esteban Arce · 
Germán Jordán · 
Mizque · 
Narciso Campero · 
Punata · 
Quillacollo · 
Tapacarí · 
Tiraque